# Ganso-de-magalhães

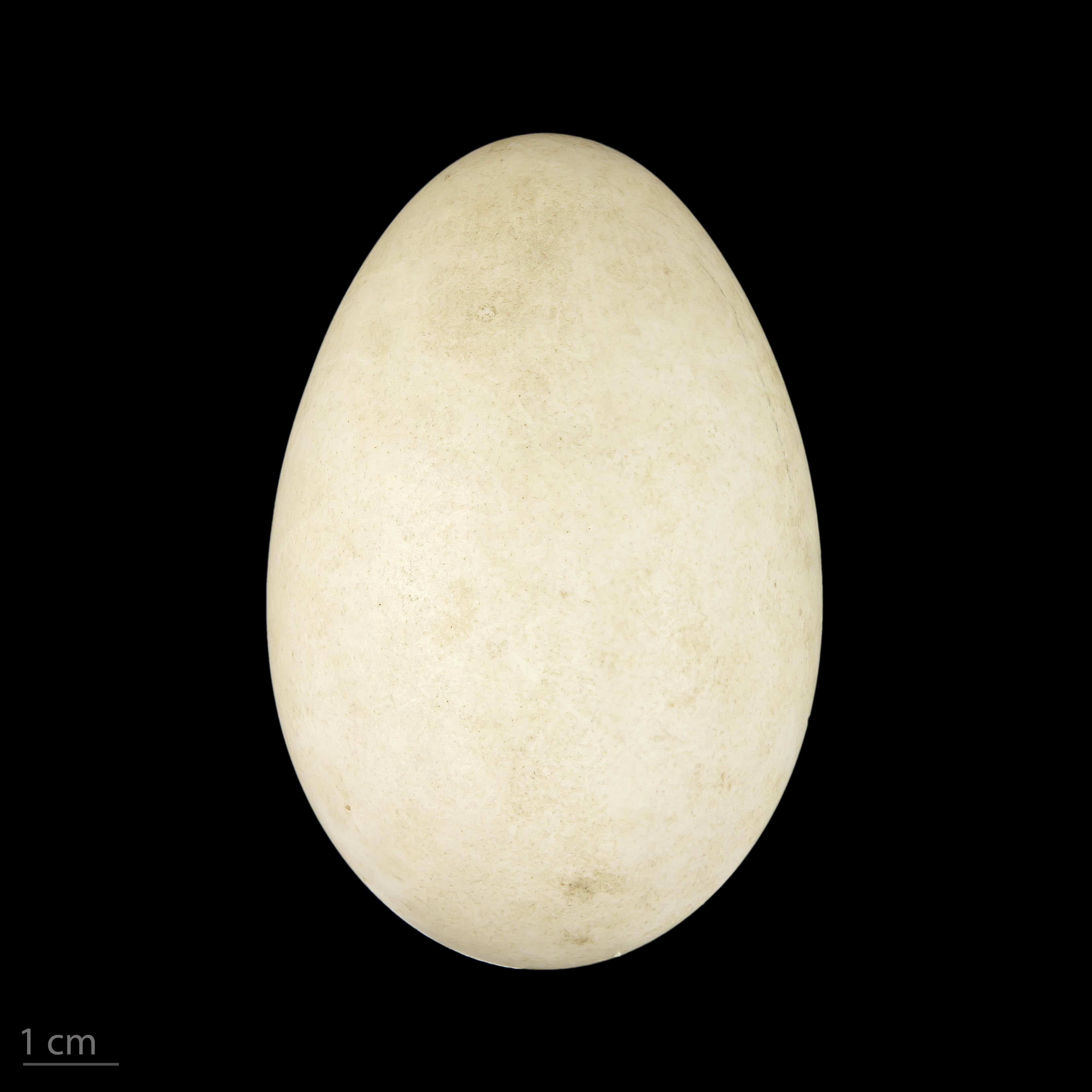
Chloephaga picta - MHNT

Ganso-patagónico ou ganso-magalhânico, ganso-de-magalhães ou ganso-do-campo (nome científico: Chloephaga picta) é uma espécie de ave anseriforme que habita o sul da América do Sul, especialmente Ilhas Malvinas e sul da Argentina. No Brasil, há um registro no Parque Nacional da Lagoa do Peixe, município de Tavares, litoral do Rio Grande do Sul.